# Кара-тепе
Кара-тепе (узб. Qoratepa — букв. «Чёрный холм») — холм в окрестностях Термеза, на котором располагался буддийский монастырский комплекс эпохи Кушанского царства. Развалины комплекса считаются одним из важнейших памятников среднеазиатского буддизма. Во время функционирования монастыря в его общине присутствовали монахи-масангхики.

## История
Монастырь начал заселяться в I веке н. э. на волне буддийского подъёма, связанного с деятельностью кушанских царей, покровительствующих буддизму. Начало строительства датируется по монете Великого Сотера, найденной под обмазкой пола одной из келий. Расцвет жизни монастыря приходится на II—III века, когда создавался весь комплекс сооружений, стены монастыря покрываются красочными росписями, а интерьеры украшаются многочисленными статуями.
В IV веке с победой Сасанидов над кушанами, буддизм в регионе теряет популярность, монастырь начинает постепенно клониться к упадку, на его территории появляются сасанидские солдаты, о чём говорят граффити на среднеперсидском, хотя никаких свидетельств предумышленных разрушений обнаружено не было.
К IV—V векам относятся слабые попытки обновить монастырь — проводится ремонт статуй, создаётся новая настенная роспись (монохромная и уступающая по качеству прежним), в монастырь приходят паломники из Индии. После V века монастырь окончательно приходить в запустение, его развалины начинают использоваться как место погребения.
По-видимому, в VIII веке в заброшенной вихаре функционировал христианский монастырь.

## Планировка
Комплекс располагается на трёх вершинах пологого глиняного холма и состоит из большого количества вихар, каждая из которых была предназначена для 3-5 монахов. Каждая вихара представляла собой квадратную площадку, в центре которой могла находиться ступа, всё это было огорожено стеной и окружено хозяйственными постройками. Одним концом площадка упиралась в срытый склон холма, в котором были проделаны туннели.
Пещерные части вихар бывают двух типов: простые пещеры, уходящие вглубь холма, либо коридоры образующие в плане замкнутый квадрат, в центре которого находилась небольшая целла. На наружной площадке находилась лестница, которая вела на вершину холма, где находились постройки второго яруса храма.
Судя по надписям на остраках, некоторые из отдельных монастырей носили свои имена, например «вихара государя» или «вихара сына Гондофара».

## Галерея

Местоположение
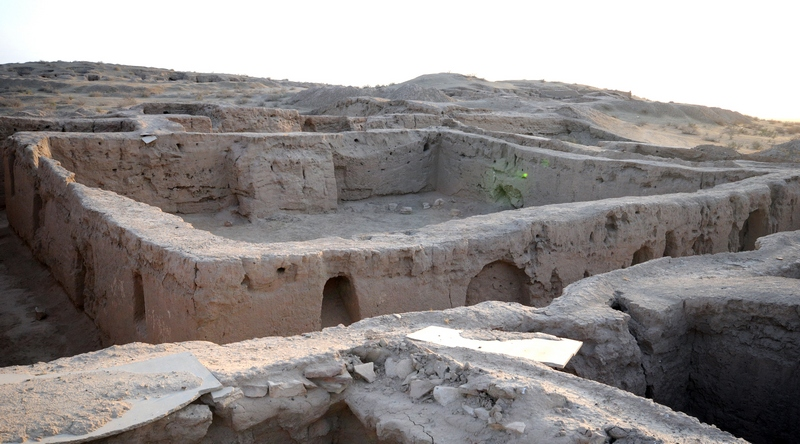
Северный двор
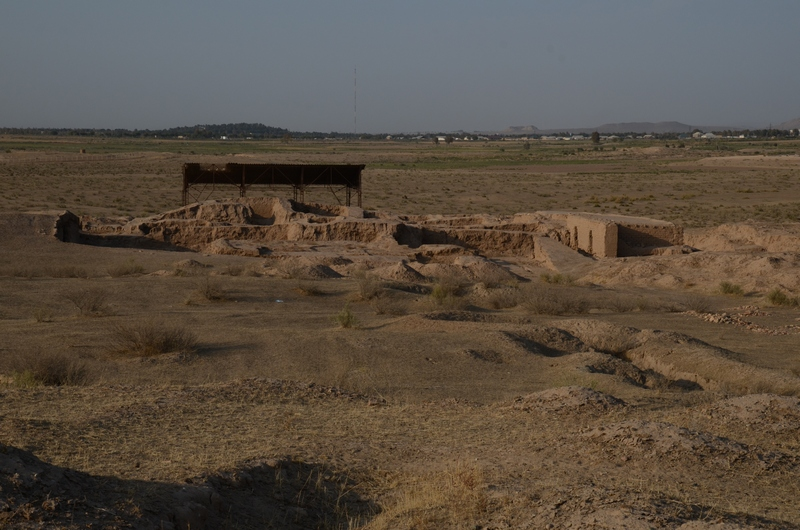
Общий вид, северный район
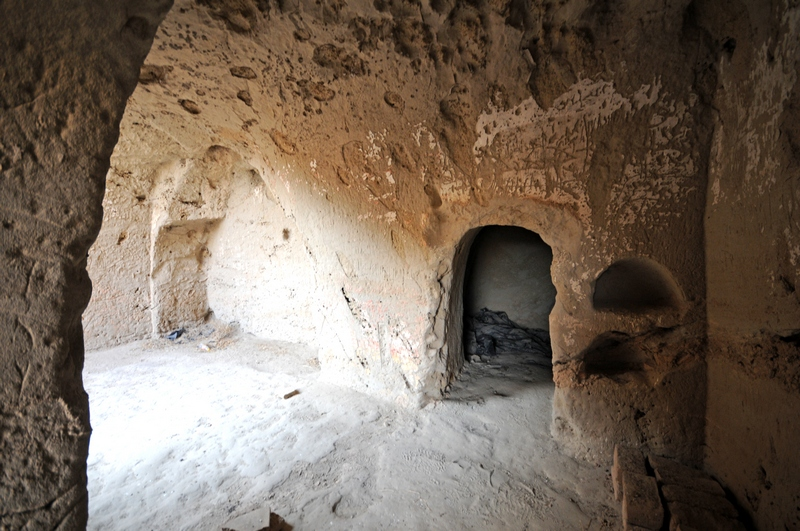
Внутри пещеры

Артефакты
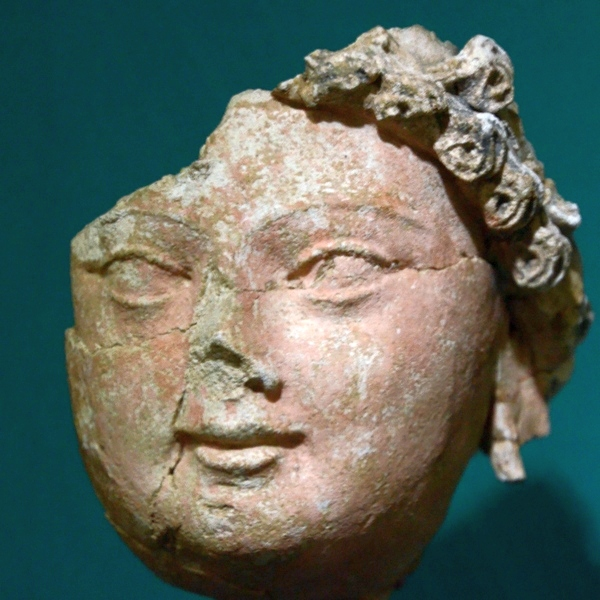
Терракотовая голова (200-400 гг. н. э.)
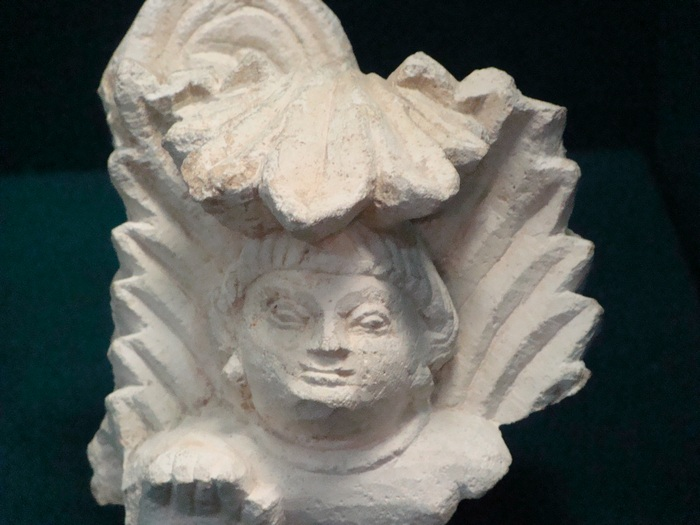
Рельеф (200-400 гг. н. э.)
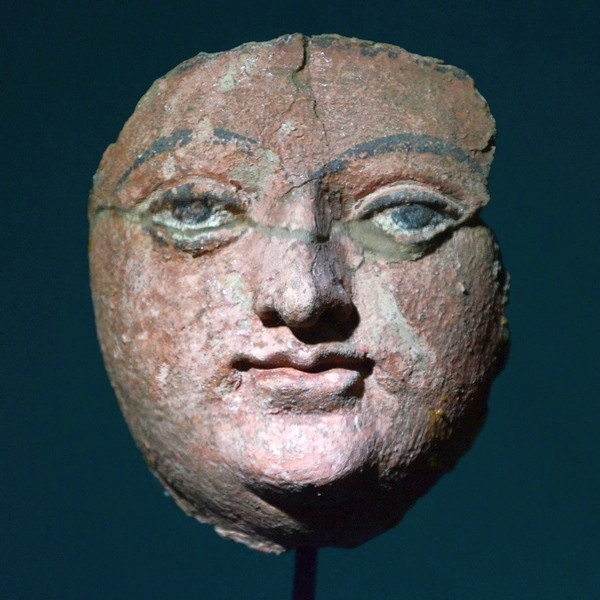
Терракотовая голова
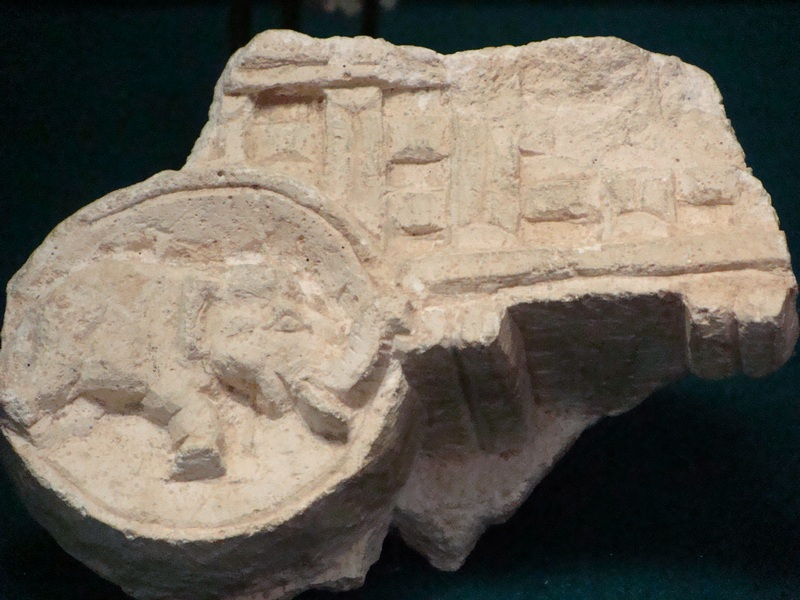
Фриз со слоном
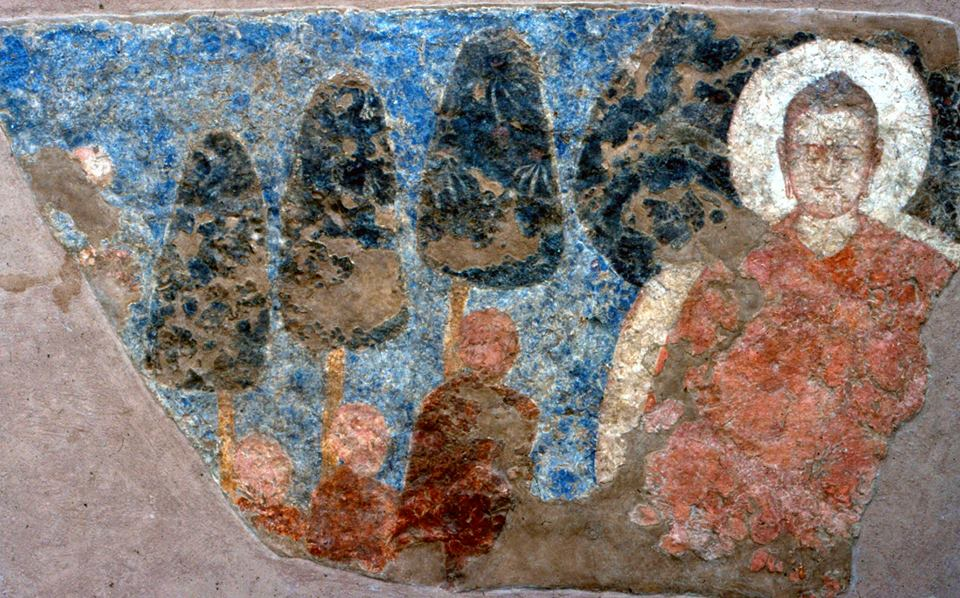
Настенная роспись Кара-тепе, II-IV века н. э.
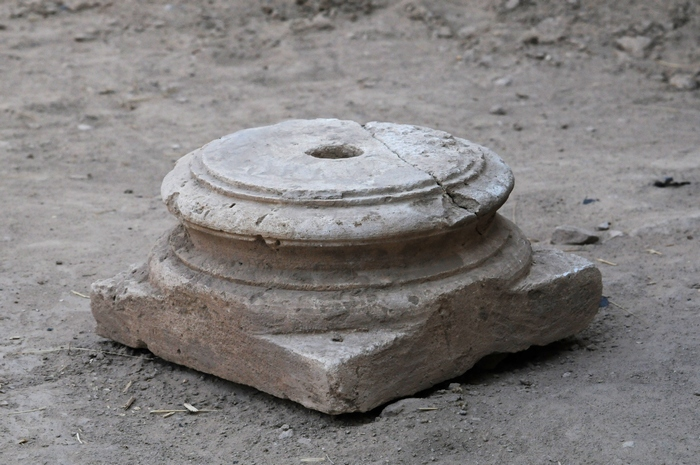
Основание «греческой» колонны